# Jay Manuel
Jay Manuel (* 14. srpna 1972, Springfield) je kanadský televizní moderátor, kreativní ředitel, vizážista a autor. Nejvíce se proslavil jako kreativní ředitel populární televizní reality show Amerika hledá topmodelku v prvních osmnácti sezónách. Rovněž vystupoval jako moderátor pořadu Canada's Next Top Model.

## Životopis
Narodil se 14. srpna 1972 ve Springfieldu ve státě Illinois matce italsko-českého původu a jihoafrickému otci smíšeného malajského původu z Kapska. Adoptivní rodiče ho vychovali v Torontu, kde navštěvoval Dr. Norman Bethune Collegiate Institute a York University. Před vstupem do módního průmyslu studoval medicínu a věnoval se také studiu opery.
Sedm let pracoval jako vizážista a stylista pro Vogue, Harper's Bazaar, Marie Claire, Victoria's Secret, Revlon a CoverGirl.
Mezi lety 2003 až 2016 pracoval jako kreativní ředitel televizní reality show Amerika hledá topmodelku. Předtím pracoval jako porotce v show Canada's Next Top Model.
Od roku 2020 na Instagramu pravidelně pořádá streamy se svými bývalými kolegy z Amerika hledá topmodelku, ve kterých mluví o svých zážitcích a zkušenostech z natáčení.
Kromě toho se věnuje návrhářství oblečení a kolekcí oděvů.
Otevřeně se hlásí k homosexuální orientaci, ačkoli svůj osobní život si drží v soukromí. Pravidelně se zasazuje o práva LGBTQ komunity. Kromě toho moderoval různé akce, které vybíraly peníze na výzkum léčby AIDS.